# Elecciones municipales de Tunuyán de 2023
Las elecciones en el departamento de Tunuyán de 2023 tuvieron lugar el 3 de septiembre de dicho año, desdoblándose de las elecciones provinciales. En dicha elección se eligieron intendente municipal y la mitad de los concejales.
Las candidaturas oficiales se definieron en las elecciones primarias, abiertas, simultáneas y obligatorias (PASO) que tuvieron lugar el 30 de abril.

## Candidaturas

### Declaradas
- Juan Aguirre (Partido Federal).[1]
- Emir Andraos (Partido Justicialista).[2][3]
- María Ester Botta (Partido Verde).[2]
- Cristian Gottardini.[1]
- Vanesa Guajardo (PTS-MST).[1]
- Luis López (Unión Cívica Radical).[1]
- Emanuel Méndez (Propuesta Republicana).[1]

## Resultados

### Elecciones primarias
Las elecciones primarias, abiertas, simultáneas y obligatorias (PASO) tuvieron lugar el 30 de abril de 2023. Se presentaron siete precandidatos a la intendencia por cinco espacios políticos distintos. Para pasar a la elección general, es requisito sacar más del 3% de los votos, además de ganar la interna del partido al que se representa.
|  | 50,13 % |

|  | 0,00 % |

|  | 35,61 % |

|  | 0,00 % |

|  | 0,00 % |

|  | 9,77 % |

|  | 2,36 % |

|  | 2,12 % |

|  | 91,40 % |

|  | 2,77 % |

|  | 4,56 % |

|  | 1,29 % |

|  | 67,73 % |

|  | 100 % |

|  | 98,46 % |